# Fundación Punta Entinas-Sabinar e Isla de Alborán

La Fundación Punta Entinas-Sabinar e Isla de Alborán es una organización sin ánimo de lucro de la provincia de Almería (Andalucía, España) cuyo objetivo es la conservación de Punta Entinas-Sabinar y la Isla de Alborán, zonas protegidas de dicha provincia.

## Fundación
La Fundación Punta Entinas-Sabinar e Isla de Alborán es una entidad sin ánimo de lucro nacida en Almería el día 7 de julio de 2007, según acta de constitución firmada por sus siete patronos fundadores, con el fin de proteger, conservar, defender y recuperar el Paraje Natural y Reserva Natural de Punta Entinas-Sabinar y la Isla de Alborán, acuerdos que se elevaron a público ante notario el día 26 de diciembre de 2007, bajo la forma jurídica de Fundación según la legislación española vigente.
Por sus estatutos, diversas Administraciones Públicas pueden llegar a tener un representante en su Patronato, como son los Ayuntamientos de Almería, Roquetas de Mar y El Ejido, términos municipales de la provincia de Almería sobre los que se asientan los Parajes Naturales, y la Consejería de Agricultura, Pesca y Medio Ambiente.
Calificada la Fundación atendiendo a sus fines "como entidad orientada a la protección del medio ambiente" se ordena su inscripción en la Sección Quinta, "Fundaciones Medioambientales", del Registro de Fundaciones de Andalucía con el número AL-1120, según Resolución de 25 de abril de 2008 de la Dirección General de Instituciones y Cooperación con la Justicia de la Junta de Andalucía, a cuyo Protectorado se encuentra sometida, notificándose por tanto al Protectorado de Fundaciones de la Consejería de Cultura.

## Finalidades
Como se recogen en sus Estatutos inscritos en el Registro de Fundaciones de Andalucía:
- PROTEGER Y CONSERVAR.- Su Flora, su Fauna y los elementos Naturales que el paraje / reserva y la Isla posean, incluyendo flujos de agua, el sustrato sobre el que se asienta, la franja litoral y sus fondos marinos.

- DEFENDER.- Llevar a los Órganos oficiales las demandas o denuncias que fueran necesarias, cuando se estén incumpliendo algunas de las normas, decretos o leyes que afecten negativamente a la zona de Punta Entinas-Sabinar y a la Isla de Alborán.

- RECUPERAR.- Aquellos elementos medioambientales que le fueron propios, históricos, artísticos y culturales.

- EDUCACION MEDIOAMBIENTAL.- Organizar charlas, coloquios, expediciones de investigación o cursos de formación encaminados siempre a la expansión y conocimientos de las Zonas Protegidas.

## Medios
Actualmente la Fundación cuenta con doce casetas de madera para diversos usos, tres vehículos de motor para la vigilancia de Punta Entinas y la realización de trabajos de recuperación y una biblioteca y hemeroteca sobre los temas de su objeto social y otros afines.

## Actividades
- Colaboración en actividades de conocimiento por la celebración del Día Mundial de las Aves, junto con la Sociedad Española de Ornitología (SEO) y la Consejería de Medio Ambiente de la Junta de Andalucía.
- Colaboración en la ejecución del Plan de Ordenación de los Recursos Naturales (PORN) del Paraje Natural de Punta Entinas-Sabinar.
- Taller de empleo para 12 personas, contratadas por la Consejería de Empleo de la Junta de Andalucía, para la limpieza de caminos y zonas de paso, señalización, colocación de paneles informativos en Punta Entinas.[4]